# Kamen Rider (Skyrider)
Kamen Rider (仮面ライダー, Kamen Raidā) is een Japanse tokusatsuserie, en de zesde van de Kamen Rider series. De naam van de serie is identiek aan die van de eerste serie. Onder fans staat de serie ook bekend als New Kamen Rider of Skyrider (スカイライダー, Sukairaidā). De serie werd uitgezonden van oktober 1979 tot oktober 1980, met een totaal van 54 afleveringen.
New Kamen Rider was bedoeld als een heropleving van de originele Kamen Rider. De serie keerde dan ook terug naar de basis en gebruikte thema's gelijk aan de originele serie in plaats van de meer complexe en unieke thema's uit series als Kamen Rider Amazon en Kamen Rider Stronger.

## Overzicht
Dr. Keitarō Shido, een vooraanstaande wetenschapper, wordt ontvoerd door de Neo-Shocker organisatie vanwege zijn kennis op het gebied van robotica. Een man genaamd Tsukuba Hiroshi ziet de ontvoering en probeert in te grijpen, maar het enige wat hij bereikt is dat hij zelf ook wordt gevangen. In een poging te ontsnappen doet Dr. Shido alsof hij wil meewerken met Neo-Shocker. Hij overtuigt hen om hem experimenten te laten uitvoeren op Tsukuba. De organisatie stemt toe, en Dr. Shido begint Tsukuba te veranderen in een krachtige cyborg. Zogenaamd om als soldaat voor Neo-Shocker te dienen, maar in werkelijkheid om hen tegen te houden. Door Dr. Shido’s operatie verandert Tsukuba in Skyrider.
Als Skyrider bevecht Tsukuba de Neo-Shocker organisatie. Hij wordt in zijn strijd geregeld bijgestaan door zijn voorgangers. In de finale van de serie vechten alle oude Riders (1, 2, V3, X, Amazon en Stronger) met hem mee.

## Personages

### Held en bondgenoten
- Hiroshi Tsukuba / Kamen Rider (Skyrider) (筑波 洋 / 仮面ライダー (スカイライダー), Tsukuba Hiroshi / Kamen Raidā (Sukai Raidā)): de held van de serie. Hij is de eerste Kamen Rider met de gave om te vliegen. Aanvankelijk wordt hij gewoon Kamen Rider genoemd, maar in aflevering 20 geeft Stronger hem de bijnaam “Skyrider”. Zijn kostuum is gebaseerd op een vlinder.
- Keitarō Shido (志度 敬太郎, Shido Keitarō): de wetenschapper die Tsukuba veranderde in Skyrider.
- Midori Kanō (叶 みどり, Kanō Midori)
- Yumi Nozaki (野崎 ユミ, Nozaki Yumi)
- Michi Sugimura (杉村 ミチ, Sugimura Michi)
- Imata Tonda (飛田 今太, Tonda Imata)
- Genjirō Tani (谷 源次郎, Tani Genjirō)
- Numa (沼, Numa)
- Aki Ozawa (小沢 アキ, Ozawa Aki)
- Naoko Itō (伊東 ナオコ, Itō Naoko)
- Kanji Yada / GanGan G (矢田 勘次 / がんがんじい, Yada Kanji / GanGan Jii)

### Neo-Shocker
De kwaadaardige organisatie waar Skyrider tegen vecht in de serie. De naam suggereert dat de organisatie banden heeft met de oude Shocker en Gel-Shocker organisaties uit de originele serie.
- Great Boss (52-54) : een enorme draak die de organisatie leidt.
- General Monster (1-17)/Yamorijin (16-17): de eerste hoofdman van Neo-Shocker.
- Admiral Majin (17-53):L de tweede en tevens laatste hoofdman van Neo-Shocker.
- Ginga-Oh (film): een buitenaardse indringer die een bondgenootschap vormde met Neo-Shocker in de film.
- Ari Commandos: op mieren lijkende soldaten van Neo-Shocker.
- Neo-Shocker Scientists: de wetenschappers van Neo-Shocker.
- Kaijin: de monsters van Neo-Shocker.

## Afleveringen
1. An Altered Human Flies in the Sky (改造人間大空を翔ぶ, Kaizō Ningen Ōzora wo Tobu)
2. Bizarre! Spidern Man (怪奇! クモンジン, Kaiki! Kumon Jin)
3. It's Courage! The Fear of the Bat Flute (勇気だ! コウモリ笛の恐怖, Yūki da! Kōmori-bue no Kyōfu)
4. Two Altered Humans, the Angry Rider Break (2つの改造人間 怒りのライダーブレイク, Futatsu no Kaizō Ningen Ikari no Raidā Bureiku)
5. Fly, Ride on a Girl's Dreams (翔べ 少女の夢をのせて, Tobe Shōjo no Yume wo Nosete)
6. Mushroom Man! The Devil's Hands are Cold (キノコジン! 悪魔の手は冷たい, Kinoko Jin! Akuma no Te wa Tsumetai)
7. Mantis Man! The Dreadful Ceremony (カマギリジン! 恐怖の儀式, Kamagiri Jin! Kyōfu no Gishiki)
8. Centipeden Man's Trap! The Mysterious Operating Room (ムカデンジンの罠! 謎の手術室, Mukaden Jin no Wana! Nazo no Shujutsushitsu)
9. Cobran Man's Murder Army (コブランジンの殺人軍団, Koburan Jin no Satsujin Gundan)
10. Seen! Crabnger Man's Secret (見た！カニンガージンの秘密, Mita! Kaningā Jin no Himitsu)
11. Salaman Man! Escape from Hell Valley (サンショウジン! 地獄谷の脱出, Sanshō Jin! Jigoku Tani no Dasshutsuu)
12. Dark Santa Claus; Ah, Transformation Impossible (暗闇のサンタクロースああ変身不可能, Kurayami no Santa Kurōsu Aa Henshin Fukanō)
13. Antlion Man, Tokyo Explodes Before 3:00 (アリジゴクジン東京爆発3時間前, Arijigoku Jin Tōkyō Bakuhatsu Sanjikan-mae)
14. Venus Flytrap Man, Masked Rider Close Call (ハエジゴクジン仮面ライダー危機一髪, Haejigoku Jin Kamen Raidā Kikiippatsu)
15. Dreadful Blue Mold Man's Big Tokyo Earthquake (恐怖のアオカビジンの東京大地震, Kyōfu no Aokabi Jin no Tōkyō Dai Jishin)
16. What is the Immortal Cockroach Man's G-Monster's True Identity? (不死身のゴキブリジンGモンスターの正体は?, Fujimi no Gokiburi Jin Jī Monsutā no Shōtai wa?)
17. You Did It! The End of G-Monster (やったぞ! Gモンスターの最後, Yatta zo! Jī Monsutā no Saigo)
18. Admiral Majin's Great Electric Hell Operation (魔神提督の電気ジゴク大作戦, Majin Teitoku no Denki Jigoku Dai Sakusen)
19. Cover Your Ears Too! Wolf Man's Murderous Cry (君も耳をふさげ! オオカミジン殺しの叫び, Kimi mo Mimi wo Fusage! Ōkami Jin Koroshi no Sakebi)
20. Two Masked Riders, Who is Another? (2人の仮面ライダーもう1人はだれだ?, Futari no Kamen Raidā Mō Hitori wa Dare da?)
21. Enter Stronger; Two Riders Vs. Two Formidable Monsters (ストロンガー登場2人ライダー対強敵2怪人, Sutorongā Tōjō Futari Raidā Tai Kyōteki Ni Kaijin)
22. Kogoensky Froze Tokyo 5 Seconds Ago (コゴエンスキー東京冷凍5秒前, Kogoensukī Tōkyō Reitō Gobyō-mae)
23. Monster Flying Squirrel Brothers and Two Riders (怪人ムササビ兄弟と2人のライダー, Kaijin Musasabi Kyōdai to Futari no Raidā)
24. Mosquito Man, Fear of Poison Gas (マダラカジン毒ガスの恐怖, Madaraka Jin Dokugasu no Kyōfu)
25. Heavy!! Heavy!! The 50-ton Baby (重いぞ! 重いぞ! 50トンの赤ちゃん, Omoi zo! Omoi zo! Gojutton no Akachan)
26. Three Riders vs. Neoshocker's School Fortress (3人ライダー対ネオショッカーの学校要塞, San'nin Raidā Tai Neoshokkā no Gakkō Yōsai)
27. Tank and Monster Generation II Corps, Full Force of Eight Riders (戦車と怪人II世部隊 8人ライダー勢ぞろい, Sensha to Kaijin Nisei Butai Hachi'nin Raidā Seizoroi)
28. Eight Riders' Great Training of Friendship (8人ライダー友情の大特訓, Hachi'nin Raidā Yūjō no Dai Tokkun)
29. First Appearance! Skyrider's Strengthened Finishing Move (初公開! 強化スカイライダーの必殺技, Hatsu Kōkai! Kyōka Sukairaidā no Hissatsu-waza)
30. He Eats Dreams? The Strange Boy Who Came From the Amazon (夢を食べる? アマゾンから来た不思議な少年, Yume wo Taberu? Amazon Kara Kita Fushigi na Shōnen)
31. Run, X-Rider! Hiroshi Tsukuba! Don't Die!! (走れXライダー! 筑波洋よ死ぬな!!, Hashire Ekkusu Raidā! Tsukuba Hiroshi yo Shinu na!!)
32. Thank You, Keisuke Jin! Leave the Final Blow to Me!! (ありがとう神敬介! とどめは俺にまかせろ!!, Arigatō Jin Keisuke! Todome wa Ore ni Makasero!!)
33. Hello! Riderman, be Careful of Nezura Man (ハロー! ライダーマン ネズラ男には気をつけろ!!, Harō! Raidāman Nezura Otoko ni wa Ki wo Tsukero!!)
34. Danger, Skyrider! He's Come! Shirou Kazami!! (危うしスカイライダー! やって来たぞ風見志郎!!, Ayaushi Sukairaidā! Yattekita zo Kazami Shirō!!)
35. Kazami-sensei! I'll Get the Octopus Gang!! (風見先輩! タコギャングはオレがやる!!, Kazami-sensei! Takogyangu wa Ore ga Yaru!!)
36. Hurry, Hayato Ichimonji! Save the People Caught in Trees!! (急げ、一文字隼人! 樹にされる人々を救え!!, Isoge, Ichimonji Hayato! Ki ni Sareru Hitobito wo Sukue!!)
37. The Mystery of Nakiri Village! Is Hiroshi also Caught in a Tree? (百鬼村の怪! 洋も樹にされるのか?, Nakiri Mura no Kai! Hiroshi mo Ki ni Sareru no ka?)
38. Please, Shigeru Jou! There's a Command Training Place With a Million Yen Monthly Salary (来れ、城茂! 月給百万円のアリコマンド養成所, Kure, Jō Shigeru! Gakkyū Hyakuman'en no Ari Komando Yōseijo)
39. Help! Two Riders!! Mother Becomes a Demon (助けて! 2人のライダー!! 母ちゃんが鬼になる, Tasukete! Futari no Raidā!! Kāchan ga Oni ni Naru)
40. Chase, Hayato! The Kappa's Bowl Flies Through the Sky (追え隼人! カッパの皿が空をとぶ, Oe Hayato! Kappa no Sara ga Sora wo Tobu)
41. Ghost Story Series - The Secret of the Phantom Building (怪談シリーズ・幽霊ビルのひみつ, Kaidan Shirīzu - Yūrei Biru no Himitsu)
42. Ghost Story Series - Zombie! The Monster is Revived (怪談シリーズ・ゾンビー! お化けが生きかえる, Kaidan Shirīzu - Zonbī! Obake ga Ikikaeru)
43. Ghost Story Series - Earless Yoshikazu's 999 Ears (怪談シリーズ・耳なし芳一999の耳, Kaidan Shirīzu - Miminashi Hōichi Kyūhyakukyūjūkyū no Mimi)
44. Ghost Story Series - The Werecat Wants Children's Blood! (怪談シリーズ・呪いの化け猫 子供の血が欲しい!, Kaidan Shirīzu - Noroi no Bakeneko Kodomo no Chi ga Hoshii!)
45. Ghost Story Series - The Snake Woman Curses Hiroshi Tsukuba! (怪談シリーズ・蛇女が筑波洋を呪う!, Kaidan Shirīzu - Hebi On'na ga Tsukuba Hiroshi wo Norou!)
46. Ghost Story Series - The Breakable Human! Fear of the Mirror's Center (怪談シリーズ・くだける人間! 鏡の中の恐怖, Kaidan Shirīzu - Kudakeru Ningen! Kagami no Naka no Kyōfu)
47. Skyrider's Greatest Weakness! Attack the 0.5 Second Blind Spot (スカイライダー最大の弱点! 0.5秒の死角をつけ, Sukairaidā Saidai no Jakuten! Rētengobyō no Shikaku wo Tsuke)
48. Four Skyriders, Who is the Real One? (4人のスカイライダー本物はだれだ?, Yo'nin no Sukairaidā Honmono wa Dare da?)
49. Rocket Launch! Hiroshi Tsukuba Goes to the Space Graveyard (ロケット発射! 筑波洋を宇宙の墓場へ, Roketto Hassha! Tsukuba Hiroshi wo Uchū no Hakaba e)
50. You, Also Enlist in the Command Boys' Squad!? (君もアリコマンド 少年隊に入隊せよ!?, Kimi mo Ari Komando Shōnen-tai ni Nyūtai Seyo!?)
51. Neoshocker Red & White, Great Decisive Battle of Death (ネオショッカー紅白死の大決戦, Neoshokkā Kōhaku Shi no Dai Kessen)
52. Hiroshi's Father Had Lived! As Altered Human FX777? (洋の父が生きていた！改造人間FX777とは?, Hiroshi no Chichi ga Ikite Ita! Kaizō Ningen Efu Ekkusu Shichihyakushichijūshichi to wa?)
53. The End of Admiral Majin! And the Great Leader's True Identity? (魔神提督の最後! そして大首領の正体は?, Majin Teitoku no Saigo! Soshite Dai Shuryō no Shōtai wa?)
54. Farewell, Hiroshi Tsukuba! Eight Heroes Forever.... (さらば筑波洋! 8人の勇士よ永遠に...., Saraba Tsukuba Hiroshi! Hachi'nin no Yūshi yo Eien ni....)

## Film
- New Kamen Rider: Eight Riders Vs. Galaxy King

## Cast
- Hiroshi Tsukuba / Kamen Rider (Skyrider) (筑波 洋 / 仮面ライダー (スカイライダー), Tsukuba Hiroshi / Kamen Raidā (Sukai Raidā)) - Hiroaki Murakami (村上 弘明, Murakami Hiroaki)
- Midori Kanō (叶 みどり, Kanō Midori) - Kimiko Tanaka (田中 功子, Tanaka Kimiko)
- Michi Sugimura (杉村 ミチ, Sugimura Michi) - Naoko Fushimi (伏見 尚子, Fushimi Naoko)
- Yumi Nozaki (野崎 ユミ, Nozaki Yumi) - Kaori Tatsumi (巽 かおり, Tatsumi Kaori)
- Imata Tonda (飛田 今太, Tonda Imata) - Ryūmei Azuma (東 隆明, Azuma Ryūmei)
- Naoko Itō (伊東 ナオコ, Itō Naoko) - Mie Suzuki (鈴木 美江, Suzuki Mie)
- Aki Ozawa (小沢 アキ, Ozawa Aki) - Sayako Eguchi (江口 燁子, Eguchi Sayako)
- Numa (沼, Numa) - Jin Takase (高瀬 仁, Takase Jin)
- Shigeru Kanō (叶 シゲル, Kanō Shigeru) - Kōji Shiratori (白鳥 恒視, Shiratori Kōji)
- Kanji Yada / GanGan G (矢田 勘次 / がんがんじい, Yada Kanji / GanGan Jii) - Tomaru Katsura (桂 都丸, Katsura Tomaru)
- The Great Leader (大首領, Daishuryō, Voice) - Gorō Naya (納谷 悟朗, Naya Gorō)
- General Monster (ゼネラルモンスター, Zeneraru Monstā) - Shinzō Hotta (堀田 真三, Hotta Shinzō)
- Admiral Majin (魔人提督, Majin Teitoku) - Yōsuke Naka (中 庸助, Naka Yōsuke)
- Keitarō Shido (志度 敬太郎, Shido Keitarō) - Takashi Tabata (田畑 孝, Tabata Takashi)
- Genjirō Tani (谷 源次郎, Tani Genjirō) - Nobuo Tsukamoto (塚本 信夫, Tsukamoto Nobuo)
- Narrator (ナレーター, Narētā) - Shinji Nakae (中江 真司, Nakae Shinji)

## Muziek
Begintune
- "Burn! Kamen Rider" (燃えろ! 仮面ライダー, Moero! Kamen Raidā) door Ichiro Mizuki en Koorogi '73 (afleveringen 1-28)
- "That Man's Name is Kamen Rider" (男の名は仮面ライダー, Otoko no Na wa Kamen Raidā) door Ichiro Mizuki (afleveringen 29-54)

Eindtune
- "Long Distance Love" (はるかなる愛にかけて, Haruka naru Ai ni Kakete) door Ichiro Mizuki en Koorogi '73 (afleveringen 1-28)
- "Shine! Eight Riders" (輝け! 8人ライダー, Kagayake! Hachinin Raidā) door Ichiro Mizuki en The Chirps (afleveringen 29-54)